# Harelle
Harelle (do francês haro) foi uma revolta que ocorreu, em 1382, na cidade francesa de Ruão e que foi seguida pela revolta dos Maillotins, alguns dias depois em Paris, bem como por inúmeras outras revoltas em toda a França na semana subsequente.
A França estava no meio da Guerra dos Cem Anos, e vira décadas de guerra, destruição generalizada, altos impostos e declínio econômico, agravados por epidemias de peste.
Em Ruão, a segunda maior cidade do Reino da França, os efeitos da guerra foram particularmente sentidos. As tensões aumentaram após a morte do Rei Carlos V (em 16 de setembro de 1380), que, em seu leito de morte, revogou muitos dos impostos de guerra que havia criado anteriormente. Pois após a morte de Carlos V, muitos tributos começaram a ser restabelecidos, pelo seu sucessor o Rei Carlos VI.
Com o retorno dos impostos, teve início, no dia 24 de fevereiro de 1382, uma revolta liderada pelas corporações de Ruão ocorreu naquela cidade e foi seguida por muitos incidentes semelhantes em todo o reino.
Para sufocar a revolta, o Rei Carlos VI organizou um exército liderado por seu tio e regente, Filipe de Valois, Duque de Borgonha, de Paris. No entanto, pouco depois da partida do exército, Paris se revoltou, o que obrigou o exército a retornar para a cidade e sufocar a revolta. Somente depois disso, o Rei Carlos VI e o Duque de Borgonha viajaram com um exército para Ruão para acabar com a revolta.
Após saber das notícias de execuções em largar escala na repressão contra a rebelião em Paris, os líderes da Harelle em Ruão resolveram não resistir ao exército. Entretanto, doze líderes da revolta foram executados, os direitos da cidade foram revogados, que foi subordinada a um governador nomeado pelo Rei e foi imposta uma multa de 100 000 francos.
Apesar da vitória, o Rei Carlos VI foi incapaz de reforçar a taxação que provocou a revolta, e passou a maior parte dos próximos dois anos combatendo revoltas contra impostos similares em torno do reino que seguiram o exemplo de Ruão.
A Harelle foi uma das muitas revoltas populares no final da Europa medieval, incluindo a revolta dos camponeses ingleses de 1381 um ano antes, tudo parte de uma crise maior da Baixa Idade Média.

## Contexto histórico

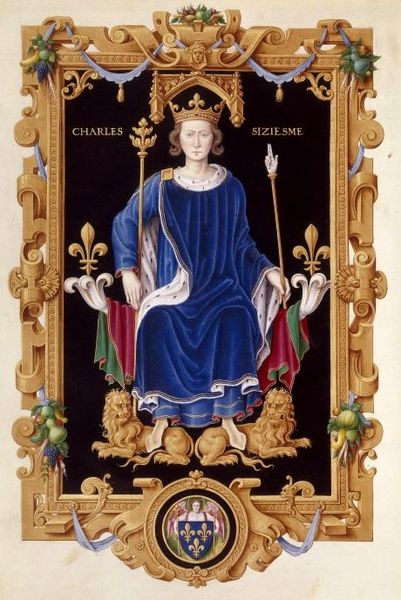
Carlos VI de França

Carlos V, rei da França, morreu em 1380 e em seu leito de morte revogou todos os impostos reais por sugestão de seu confessor, para preparar melhor sua alma para a vida após a morte. A França estava no meio da Guerra dos Cem Anos com a Inglaterra. O reino dependia inteiramente dos impostos reais para o prosseguimento do esforço de guerra, e sua revogação resultou no colapso do esforço de guerra por um período de tempo. Para complicar as coisas, o sucessor da coroa, Carlos VI, era menor de idade e estava sob a regência de seus três tios, os duques de Borgonha, Berry e Anjou. Luís, duque de Anjou foi o regente sênior, mas os três discordaram em políticas para a França. A peste e a guerra devastaram o reino, e a pesada tributação aumentou a pobreza em muitas partes do país. As cidades foram particularmente afetadas, pois as pessoas abandonaram o campo para a segurança das grandes cidades muradas. A Inglaterra estava tendo dificuldades financeiras similares, e lá a alta taxação levou à Revolta Camponesa em 1381.
Por volta de 1382, um acordo para gerir o país tinha sido acordado, com Filipe, Duque de Borgonha, para gerir a administração. Depois de várias tentativas fracassadas de ter a tributação aprovada pelos conselhos e propriedades gerais dos numerosos principados franceses, o duque resolveu reimpor o gabelle, um imposto sobre vendas de sal, e os assessores, um imposto alfandegário. Os representantes de Paris foram convocados perante o rei em 16 de janeiro e pressionados individualmente para aprovar a imposição do novo imposto. Sob pressão, eles concordaram, mas as notícias só se tornaram conhecidas do público gradualmente. O duque, como era costumeiro na época, indicou os agentes fazendários para cobrar o imposto.

## Ruão

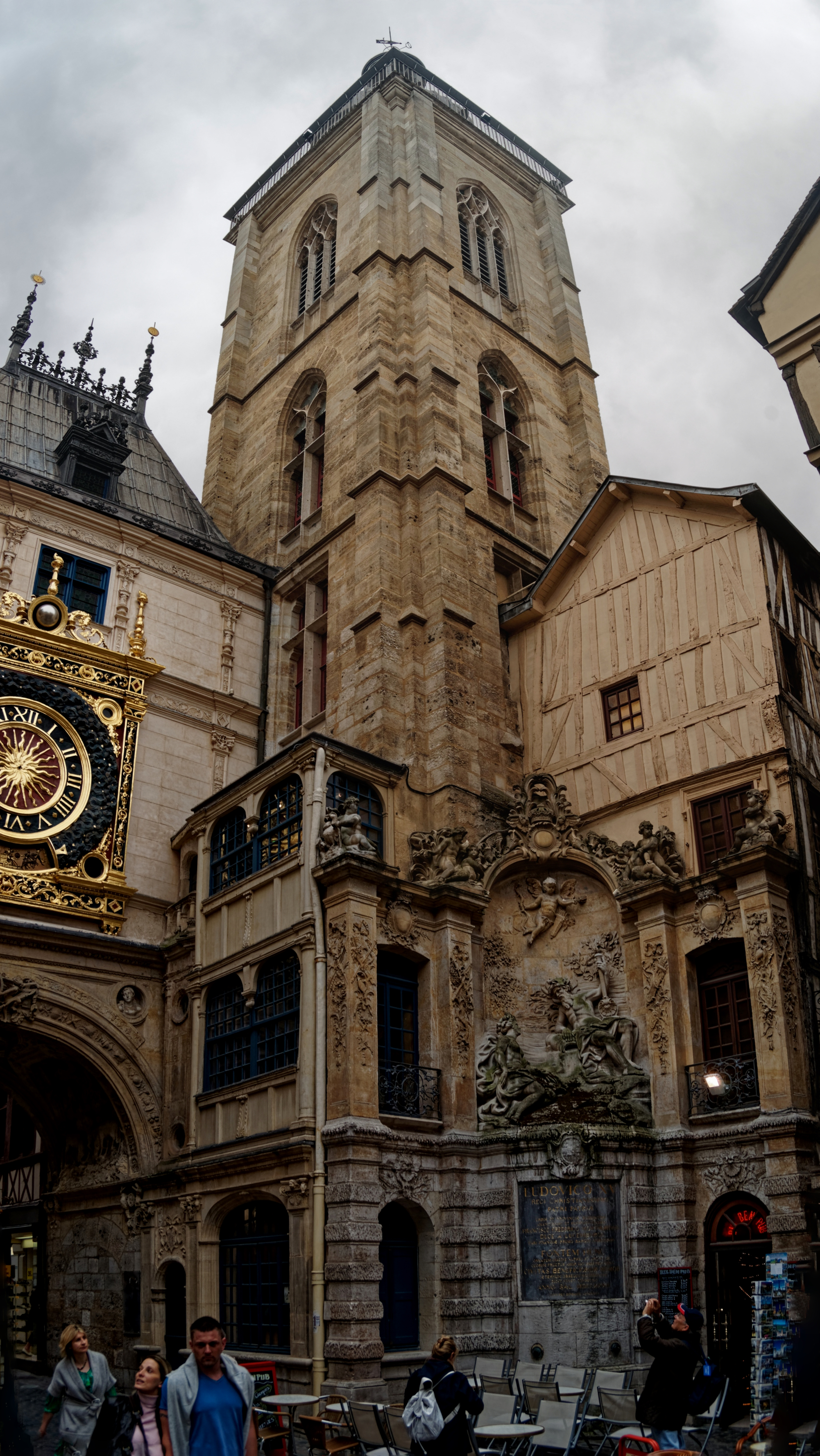
Campanário do século XIV da Catedral de Ruão, construído na época da Harelle

No dia 24 de fevereiro de 1382, um grupo de homens liderados por Jean le Gras, um comerciante de tecidos, começou a soar os grandes sinos da comuna. Outro grupo de homens se apossou e fechou os portões da cidade, e uma grande multidão rapidamente encheu as ruas. A multidão era formada, principalmente, da parte mais pobre da cidade e foi referida como "la merdaille" por um cronista local.
O alvo inicial da plebe eram os ricos, os conselheiros da cidade, as igrejas e os agentes fiscais. Poucas pessoas foram mortas, mas houve destruição generalizada. A plebe saqueou todos os principais edifícios da cidade. À medida que o dia avançava, ocorreram ataques contra qualquer prédio que acreditassem conter registros públicos, desse modo, quase todos os registros contendo evidências de aluguéis, ações judiciais, dívidas, direitos e privilégios foram destruídos.
Uma multidão deixou a cidade e atacou a vizinha Abadia de St. Ouen, onde destruíram a forca e entraram no edifício para recuperar a carta foral, que havia sido concedida à cidade por Luís X depois de uma rebelião semelhante em 1315. O abade conseguiu escapar para um castelo próximo, mas uma grande parte da abadia foi destruída. A carta foi colocada num grande poste e desfilou pela cidade.
Tal documento concedia direitos individuais significativos aos cidadãos, mas o documento raramente era aplicado em tempos normais. Os líderes da cidade foram presos e forçados a prestar juramento e jurar cumprir a carta. Os tumultos duraram três dias. O arcebispo de Ruão, Guilherme V de Lestranges, que detinha os direitos feudais sobre a região, foi capturado e forçado a renunciar às suas pretensões à cidade.
Ao saber da revolta, o Duque de Borgonha recrutou um pequeno exército com soldados das guarnições de Paris e arredores e partiu para Ruão, acompanhado pelo Rei Carlos VI e vários outros altos funcionários. Entretanto, apenas dois após terem saído da cidade, descobriram que uma revolta muito mais violenta havia estourado em Paris, razão pela qual o exército teve que retornar à capital.

## Paris
No dia 3 de março, os agentes fiscais começaram a cobrar o novo imposto em Paris. A violência começou no mercado de Les Halles. Cerca de quinhentos homens atacaram cabines de coletores, espancando vários até a morte. A multidão cresceu rapidamente aos milhares e atacou a Place de Grève em busca de armas. Localizaram uma grande loja de marretas de ferro (mallet, em francês) e o uso dessa arma passou a ser uma das características marcante da revolta, esse fato levou Jean Froissart a chamar os revoltosos de "maillotins".
A multidão recém-armada espalhou-se pela cidade atacando edifícios onde acreditavam ter qualquer coisa de valor. Desse modo, Igrejas, empresas, casas dos ricos e prédios do governo foram saqueados. O hôtel do duque de Anjou foi apreendido e usado como sede. A plebe começou a atacar indivíduos ricos, funcionários do governo, empresários e agiotas, espancando-os até a morte. O motim rapidamente degenerou num pogrom, e a seção judaica da cidade foi atacada. Centenas de judeus foram assassinados e seus filhos forçadamente batizados.
Maurice de Treseguidy, então Capitão Real de Paris, liderou seu pequeno contingente na tentativa de conter a violência, mas a multidão rapidamente começou a atacar os soldados, que foram obrigados a fugir. O governo da cidade fugiu junto com a maior parte da administração real e se encontrou com o Rei Carlos V que retornava com seu exército para sufocar a revolta. Dentro da cidade, alguns soldados leais ao Rei resistiam no Grand Châtelet, um edifício real fortificado na cidade.
No dia 5 de marlo, o Rei Carlos VI chegou aos portões de Paris e o Duque de Borgonha iniciou uma negociação com os líderes da multidão nas muralhas da cidade. Os rebeldes, estabeleceram três condições para for fim à rebelião:
1. Abolição de todos os impostos reais;
2. Libertação de certos indivíduos aprisionados pelo Duque nos últimos meses; e
3. Concessão de anistia a todos que estiveram envolvidos na revolta parisiense.

O Duque respondeu que o Rei iria libertar os prisioneiros, mas que não atenderia às suas outras exigências.
Dentro da cidade, a violência continuava, os rebeldes tomaram o Chatelet e mataram vários soldados que não conseguiram escapar. As prisões da cidade foram abertas e todos os prisioneiros foram libertados.
No entanto, durante a noite, a multidão desapareceu e os líderes das corporações da cidade assumiram o controle da situação. Eles também se recusaram a abrir os portões e se ofereceram para negociar com o Rei.
Por outro lado, o Rei e seu exército ocuparam postos com vista para a cidade e interromperam o tráfego fluvial, cortando sua principal fonte de comida. O Duque de Borgonha convocou um grande exército de retentores de seus domínios, e os Duques da Bretanha e Anjou enviaram forças para ajudar a reprimir a rebelião.

## Consequências
As notícias das revoltas em Ruão e Paris se espalharam pela França, e muitos outros lugares seguiram o exemplo. Cidades como: Amiens, Dieppe, Falaise, Caen, Orleães e Reims foram tomadas por rebeldes que seguiram o padrão estabelecido por Ruão e Paris. As cidades foram saqueadas, os ricos perseguidos, os judeus proibidos e os registros públicos destruídos.
Mais revoltas ocorreram em todo o sul da França, nesse contexto, a Assembleia Languedoc, que estavam se reunindo para aceitar o restabelecimento dos tributos, conforme solicitado pelo Rei, se dispersou sem aprovar tal restabelecimento.
Gastão Febo, conde de Foix, se rebelou contra a autoridade que o Duque de Berry tinha sobre o sul da França e criou um exército que estabeleceu sua própria administração após tomar Toulouse. As áreas em grande parte autônomas da Provença, Bretanha e Borgonha, onde o governo real não tinha autoridade tributária, eram as únicas partes do país a evitar uma revolta.
Nesse contexto, a arrecadação de impostos tornou-se impossível, o que, por sua vez, tornou praticamente impossível o levantamento de um exército substancial para combater as diversas rebeliões, forçando o conselho real a recuar. Desse modo, o Rei Carlos VI concordou em revogar o restabelecimento dos impostos e ofereceu anistia a muitos dos envolvidos, mas eles foram obrigados a se submeter à mediação.
Entretanto, essa anistia não se aplicou a Paris, onde a revolta foi derrotada e seus líderes executados.
Com o controle da capital restabelecido, o Rei Carlos VI e o Duque de Borgonha reorganizaram o exército que partiu para Ruão. A cidade rebelada, sabendo das pesadas represálias aplicadas contra os rebeldes de Paris, preferiu não resistir para que as represálias fossem menores, razão pela qual, no dia 29 de março, os portões da cidade foram abertos para o exército real.
Desse modo, a maioria dos líderes rebeldes foi poupada, mas doze líderes foram executados, os sinos da cidade foram confiscados, os portões foram derrubados simbolicamente, uma foi imposta uma multa de 100 000 francos, a carta da cidade foi revogada e Ruão foi colocada sob a administração de um governador nomeado pelo Rei.
No nível nacional, no curto prazo, o Rei Carlos VI ficou sem condições para restabelecer os impostos necessários para reorganizar o exército francês no contexto da Guerra dos Cem Anos. Além disso, um esforço considerável teve que ser feito para reafirmar a autoridade real em todas as cidades onde ocorreram revoltas.
O Rei Carlos VI recusou-se a convocar uma reunião dos Estados Gerais, mas numerosos conselhos locais foram convocados para se reunir em Compiègne, onde foram aceitas pequenas elevações de tributos para financiar minimamente o esforço de guerra.
No decorrer do ano seguinte, o Duque de Borgonha apresentou um plano para fortalecer a posição do governo e gradualmente prendeu e executou seus oponentes.
Somente em 1387, o Rei conseguiu estabelecer a tributação desejada para reorganizar o exército francês. O colapso das receitas forçou a França a negociar a Trégua de Leulinghem, uma longa trégua que durou vários anos com os ingleses, enquanto eles tentavam reafirmar seu poder.